# Komos (Strand)

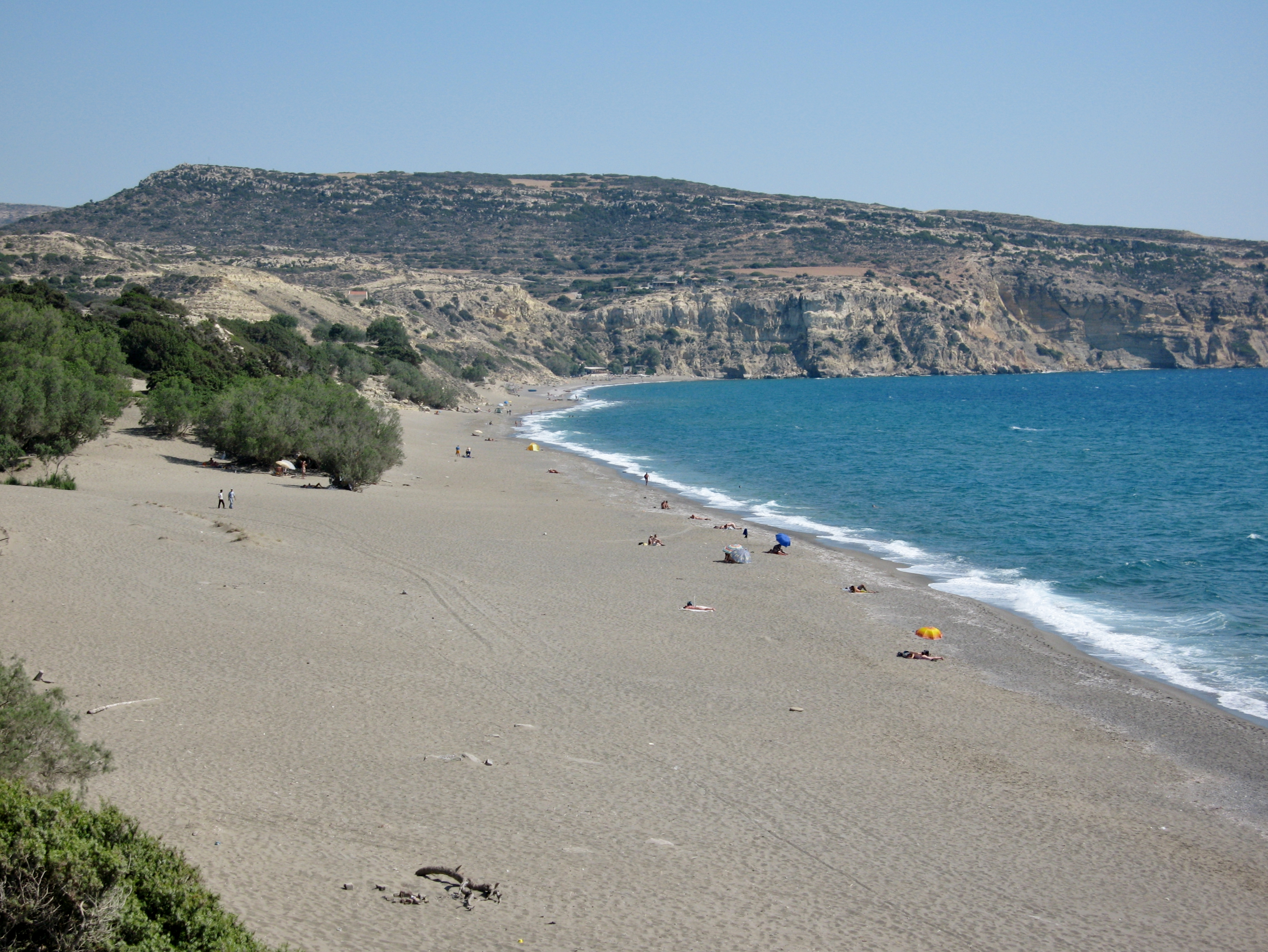
Strand von Komos

Komos (griechisch Κόμος) ist ein ca. 4 km langer Sandstrand an der Südküste Kretas, zirka 3,5 km oder eine halbe Stunde Fußweg vom Dorf Pitsidia entfernt. Durch die Nord-Süd-Ausrichtung des Strandes gibt es bei vorherrschenden Westwinden häufiger höheren Wellengang als an den meisten anderen Ost-West gesteckten Stränden der kretischen Südküste.
Wegen der vermuteten weiteren Altertümer in der Umgebung des teils freigelegten minoischen Hafenortes Kommos darf der Strand von Komos nicht bebaut werden. Er befindet sich in einer von Athen beaufsichtigten archäologischen Schutzzone A. Dadurch ist zu erklären, das trotz der Nähe zu Matala mit seiner kleinen Bucht sich nur wenige Tavernen am Strand von Komos befinden. Auch die im Bestand bedrohten unechten Karretschildkröten (Caretta caretta), welche Komos als Eiablageplatz benutzen, profitieren vom Bauverbot.